# Jesmar
Jesmar es una marca española de juguetes especializada en muñecas, propiedad de la compañía juguetera Falca.
Fundada en 1946 como una empresa dedicada a la fabricación y distribución de juguetes, tuvo su primera sede en Biar, provincia de Alicante. A lo largo de seis décadas lanzó marcas de muñecas como Cocolín (Chiquitin en Chile), Mateo o Miryam, y destacó por sus campañas publicitarias bajo el eslogan «Jesmar para jugar». La empresa desapareció en 2005 por problemas económicos y de gestión. En 2019, la juguetera alicantina Falca se hizo con los derechos de la marca y la relanzó en el mercado español.

## Historia
Jesmar fue fundada en 1946 por Jesús Juan y María Pérez, un matrimonio alicantino. La empresa se dedicó en su mayor parte a la fabricación y distribución de muñecas, convirtiéndose en una de las más activas del valle del Juguete en la provincia de Alicante, junto con otras firmas como Famosa y Feber.
Toda la empresa se asentó sobre un modelo de gestión familiar. Los cinco hijos varones del matrimonio asumieron distintas parcelas de la gestión, cada uno con un 20% de la sociedad. El primogénito, Jesús Juan, había asumido la presidencia de Jesmar, la dirección de diseño y el área de producción tras la muerte de sus fundadores, mientras que el resto de hermanos ocuparon otros cargos. En 1982, la empresa se convirtió en sociedad anónima y apostó por la expansión internacional, así como por la publicidad en televisión a partir de los años 1990. La fábrica, ubicada en Biar, llegó a contar con más de 250 empleados en una extensión de 40.000 metros cuadrados.
Con la caída del consumo de muñecas, Jesmar diversificó su negocio a otros sectores como artículos de guardería. Sin embargo, los problemas financieros a raíz de una mala gestión le llevaron a declarar la suspensión de pagos en el 2000, seguido por un expediente de regulación de empleo que afectó a noventa trabajadores. Durante unos años negociaron con los bancos la renegocación de la deuda, pero la relación entre los hermanos propietarios había empeorado y la empresa terminó desapareciendo en marzo de 2005. En el expediente de extinción, se reveló que la compañía había registrado pérdidas superiores a los dos millones de euros en el último ejercicio.
En 2019, la empresa juguetera alicantina Falca, con sede en Castalla, compró los derechos de la marca Jesmar para convertirla en una nueva línea de productos.